# Бушман, Юрий Вячеславович
Юрий Вячеславович Бушман (укр. Бушман Юрій В'ячеславович; род. 14 мая 1990, Киев) — украинский футболист, полузащитник.

## Карьера
В ДЮФЛ выступал за киевские «Динамо» и «Отрадный». В 2007 году попал в дубль киевского «Арсенала». В Премьер-лиге за «Арсенал» сыграл 15 матчей.
С 2010 по 2012 года играл в аренде в «Прикарпатье» (Ивано-Франковск), «Нефтяник-Укрнефть», «Звезда» (Кировоград).
В апреле 2014 подписал контракт с второлиговым «Славутич» (Черкассы).
С февраля 2019 года футболист «Кауно Жальгириса».
В 2020 году подписал контракт с «Қызыл-Жар».

## Достижения
«Арсенал-Киев»
- Победитель Первой лиги: 2017/18

«Черкащина»
- Серебряный призёр Первой лиги: 2015/16

## Клубная статистика
| Игровая карьера | Игровая карьера | Игровая карьера | Лига | Лига | Кубок | Кубок | Межд. | Межд. | Др. | Др. |
| --------------- | --------------- | --------------- | ---- | ---- | ----- | ----- | ----- | ----- | --- | --- |
| 2019            | Кауно Жальгирис | А               | 27   | 4    | 2     | 2     | 2     | 0     | —   | —   |
| 2020            | Кауно Жальгирис | А               | 19   | 4    | 0     | 0     | 1     | 0     | —   | —   |
| 2021            | Кызыл-Жар       | А               | 23   | 2    | 6     | 2     | —     | —     | —   | —   |
| 2022            | Кызыл-Жар       | А               | 24   | 7    | 1     | 0     | 4     | 0     | —   | —   |
| 2023            | Кызыл-Жар       | А               | 18   | 1    | 3     | 0     | —     | —     | —   | —   |